# Das Leben geht weiter
Das Leben geht weiter é um documentário alemão de 2002 dirigido por Mark Cairns. Baseado no livro homônimo escrito por Hans Christoph Blumenberg, o filme reconstrói meticulosamente os últimos meses do Terceiro Reich. É uma co-produção entre a Hessischen Rundfunks com o canal franco-alemão Arte e a empresa de mídia Star Crest.
Das Leben geht weiter foi prestigiado no Chicago International Television Festival, e venceu o prêmio de Melhor Documentário no Festival de Cinema, em Bruxelas. Além de um Emmy Internacional em 2003.

## Sinopse
O documentário conta a história de uma tentativa desesperada pelo Ufa para produzir um filme de propaganda elaborado para a vitória final, pouco antes do fim da Segunda Guerra Mundial.

## Elenco
- Dieter Moor	... Narrador
- Hans Abich	... Ele mesmo
- Günther Anders	... Ele mesmo (voz) (arquivo de filmes)
- Frank Brückner	... Soldado
- Joseph Goebbels ... Ele mesmo (como Josef Goebbels)
- Heinz Graue	... Ele mesmo
- Veit Harlan	... Ele mesmo (arquivo de filmes)
- Elisabeth Lennartz	... Ela mesma (como Elisabeth Knuth-Lennartz)
- Wolfgang Liebeneiner	... Ele mesmo (arquivo de filmes)
- Gunnar Möller	... Ele mesmo
- Heinz Pehlke	... Ele mesmo
- Karl Ritter	... Ele mesmo (arquivo de filmes)
- Siegfried Wolter	... Ele mesmo